# محمد غروی
محمد غروی معروف به شیخ محمد غروی (۱۳۰۴–۲۱ اسفند ۱۳۸۹) روحانی و دین‌پژوه ایرانی بود.
وی برای نگارش کتاب الامثال و الحکم المستخرجه من نهج‌البلاغه برگزیده پنجمین دورهٔ کتاب سال ایران شد.

## آثار
- الأمثال النبویه. بیروت: مؤسسه أعلمی، ۱۴۱۰
- الأمثال والحکم المستخرجة من نهج البلاغه. دفتر انتشارات اسلامی، قم، ۱۴۰۷ ق
- الأمثال و الحکم المتسخرجة من کلمات الإمام الرضا، آستان قدس رضوی، ۱۴۰۹ ق.
- الاسم الأعظم أو معارف البسلمه والحمد له. بیروت، مؤسسه اعلمی، ۱۴۰۲ ق.
- السلام فی القرآن و الحدیث. بیروت، دارالأضواء، ۱۴۱۰ ق.
- أمثال و حکم الإمام الکاظم و کلماته المختارة، دو جلد.
- رسالة فی ذبائح اهل الکتاب، ۱۴۱۳ ق.
- الشیخ المفید و التوقیعات الصادرة عن الناحیة المقدسة من الأخذ و الرد، ۱۴۱۳ ق.
- المختار من کلمات الامام المهدی، سه جلد، ۱۴۱۴ ق.